# Honoré Joseph Royer
Pour les articles homonymes, voir Royer.
Honoré Joseph Royer, né le 25 février 1739, à Arles, et mort guillotiné à Paris le 7 juillet 1794, est un prêtre français, député aux États généraux de 1789.

## Biographie
Honoré Joseph Royer entre dans la Congrégation bénédictine de Saint-Maur. Il est grand vicaire de l'évêque d'Auxerre dès avant 1771, fonction qu'il conserve jusqu'à la Révolution. En 1781, il est nommé abbé de la Noë (au diocèse d'Evreux) par le roi.  

### Un grand administrateur de l'État
Il devient conseiller clerc au Parlement de Paris en 1768, peu avant la réforme du chancelier Maupeou. Il est exilé alors à Auxerre. En 1772, il accepte la liquidation de son office, et, dès l'année suivante, devient maître des requêtes ordinaire de l'hôtel du Roi. En avril 1789, il est nommé conseiller d'État d'Église en remplacement du défunt abbé de Radonvilliers. 

### Un député du clergé aux états généraux
Le 18 mai 1789, il est élu député aux états généraux par le clergé de la ville d'Arles.  
Il prend  place dans la minorité hostile aux réformes, s'oppose à l'abolition de la dîme et des droits féodaux, à la vente des biens du clergé et à la constitution civile du clergé, et, à la séance du 13 février 1790, dans la discussion relative à la suppression des ordres religieux, sollicite une exception en faveur de sa congrégation « consacrée à l'éducation publique, et dont les immenses travaux ont assuré la gloire des lettres et hâté les progrès des connaissances utiles ». Combattue par Garat, la proposition est repoussée.
L'abbé Royer est secrétaire de la Constituante le 26 mai 1790, et signe les protestations des 12 et 15 septembre 1791.
Étant resté à Paris, il est arrêté comme suspect le 15 frimaire an II, enfermé au Luxembourg, impliqué dans la conspiration des prisons, traduit devant le tribunal révolutionnaire, condamné à mort et exécuté.